# Mozambička makondeska unija
Mozambička makondeska unija (eng. Mocambique Maconde Union, port. União Maconde de Moçambique), politički pokret naroda Makonde iz Portugalskog Mozambika, tj. iz sjevernog Mozambika i Tanganjike.
Nastala je 1954. godine. Smatra ju se prethodnicom MANU-a. Ujedinjavanjem Mozambičke makondeske unije te još nekoliko manjih skupina osnovana je veljače 1961. godine Mozambička afrička nacionalna unija. 